# Ermita de Santa Bàrbara (Sucaina)
L'ermita de Santa Bàrbara és un temple i bé de rellevància local situat en el terme municipal de Sucaina, a la comarca de l'Alt Millars, a la província de Castelló.
La seva condició de bé de rellevància local s'estableix en la Disposició Addicional Cinquena de la Llei 5/2007, de 9 de febrer, de la Generalitat, de modificació de la Llei 4/1998, d'11 de juny, del Patrimoni Cultural Valencià (DOCV Núm. 5.449 / 13/02/2007)

## Emplaçament
Es troba en una placeta del barri del seu nom, en la part alta de la població, en les proximitats del frontó municipal de Sucaina.

## Descripció
L'edifici es presenta exempt. És de planta rectangular. Està construït en maçoneria amb carreus en les cantonades. La coberta és de teula, amb caiguda a dues aigües i ràfecs amb molt vol. La porta està inscrita en un arc de mig punt. La torre campanar es troba encastada en la part esquerra de la façana i consta de dos cossos, l'inferior de carreus i el superior d'estil barroc molt adornat, cobert per un copulí de teules, rematat amb bola, creu i penell. Aquest element barroc és únic en el context d'un edifici generalment auster.

## Història
Es va construir a la fi del Segle XVIII. A la fi del segle XX es trobava en molt mal estat. Va ser rehabilitada en la dècada de 1990 per iniciativa popular. Aquesta rehabilitació es va centrar en la façana i la coberta.
En la festivitat de la advocación (4 de desembre, Santa Bàrbara) té lloc una processó a l'ermita, en la qual els veïns del barri reparteixen figues i aiguardent. Fins a finals del segle XX s'hi celebraven també els actes del Diumenge de Rams, però aquests es van traslladar a l'església parroquial.